# Tschechoslowakische Volleyballnationalmannschaft der Männer
Die tschechoslowakische Volleyballnationalmannschaft der Männer war eine Auswahl der besten tschechoslowakischen Spieler, die den tschechoslowakischen Verband (Československý volejbalový svaz - ČSVS) bei internationalen Turnieren und Länderspielen repräsentierte. Nach 1993 erfolgte die Aufteilung der Spieler in die tschechische und slowakische Volleyballnationalmannschaft.

## Geschichte

### Weltmeisterschaften
1949 war die Tschechoslowakei Gastgeber der ersten Volleyball-Weltmeisterschaft und unterlag im Finale der Sowjetunion. Das gleiche Ergebnis gab es 1952 in der Sowjetunion. 1956 wurde die Tschechoslowakei gegen Rumänien erstmals Weltmeister. Bei den nächsten beiden Turnieren musste sich der Titelverteidiger wieder den Sowjets geschlagen geben. 1966 gewannen die Tschechoslowaken im eigenen Land und wieder gegen Rumänien den zweiten Titel. Anschließend kamen sie nicht mehr unter die ersten Drei. Über Platz vier und fünf ging es abwärts bis auf Rang neun. 

### Olympische Spiele
Beim ersten Turnier 1964 in Tokio gab es für die Tschechoslowakei den größten olympischen Erfolg. Sie musste sich nur der Sowjetunion geschlagen geben und gewann Silber. Beim Turnier 1968 gab es die Bronzemedaille. Anschließend reichte es noch zu den Plätzen sechs (1972), fünf (1976) und sieben (1980). 

### Europameisterschaften
Die Tschechoslowakei wurde 1948 der erste Volleyball-Europameister. Zwei Jahre später unterlag der Titelverteidiger im Finale der Sowjetunion. Nach dem verpassten Turnier 1951 gewannen die Tschechoslowaken 1955 und 1958 jeweils gegen Rumänien zwei weitere Titel, einmal gegen den Gastgeber und einmal vor eigenem Publikum. 1963 wurden sie nur Fünfter, aber 1967 und 1971 standen sie erneut im Endspiel gegen die Sowjets. Es folgten drei sechste Plätze sowie die Ränge vier und fünf, ehe es 1985 die vierte Finalniederlage gegen den großen Rivalen aus dem Osten gab.

### World Cup
Bei der ersten Ausgabe des World Cup wurde die Tschechoslowakei Dritter. 1969 belegte sie den fünften Rang. 1985 erreichten die Tschechoslowaken erneut den dritten Platz.

### Spielerpersönlichkeiten
- Anton Mozr
- Josef Musil
- Josef Tesař